# Evangelische Landeskirche in Hessen
Die Evangelische Landeskirche in Hessen war eine Landeskirche des Deutschen Reichs, die bis 1934 bestand. Ihr Gebiet umfasste die Landgrafschaft Hessen-Darmstadt bzw. deren Nachfolger, das Großherzogtum Hessen (1806–1919) und den Volksstaat Hessen, der bis 1945 bestand und dessen Hauptstadt Darmstadt war. Sie ging 1934 bzw. endgültig 1947 in der Evangelischen Kirche in Hessen und Nassau (bzw. bis 1945 der „Evangelischen Landeskirche Nassau-Hessen“) auf.

## Geschichte
Landgraf Philipp der Großmütige, der seit 1524 ein Anhänger Martin Luthers war, führte auf der Grundlage der im Oktober 1526 abgehaltenen Homberger Synode als erster Reichsfürst die Reformation in der Landgrafschaft Hessen ein. Zu den ersten Maßnahmen gehörte die Einziehung der Klostergüter, wodurch unter anderem die Gründung der Universität Marburg (1527) ermöglicht wurde. Nach dem Vertrag von Hitzkirchen (1528) konnte er das Reformationswerk ausweiten. Mit dem Marburger Religionsgespräch von 1529 versuchte der Landgraf vergeblich, zwischen der von Luther geprägten Wittenberger Reformation und der von Huldrych Zwingli geprägten Schweizer Reformation zu vermitteln. Dennoch konnte er 1531 den Schmalkaldischen Bund als Zusammenschluss der Protestanten unter Einschluss der Oberdeutschen erreichen. Die Kirchenordnung von 1532 lehnte sich an Luther und Melanchthon an. In der Folgezeit gewann aber Martin Bucer größeren Einfluss auf die Kirchenpolitik, was sich vor allem in der Ziegenhainer Zuchtordnung von 1539 zeigte. Die durch Philipps Doppelehe (1540) ausgelöste Krise brachte die Reformation in Hessen und im ganzen Reich in Gefahr; nach der Rückkehr aus seiner fünfjährigen Gefangenschaft (1552) konnte er jedoch die Reformation in Hessen erneut stabilisieren.
1567 wurde die Landgrafschaft nach dem Tod Philipps geteilt. Die hessischen Kirchen gaben sich zwar 1574 noch eine gemeinsame Kirchenordnung, in der Folgezeit aber traten sie auseinander. In der Landgrafschaft Hessen-Kassel förderte Landgraf Moritz I. ab etwa 1601 das reformierte Bekenntnis. Die Evangelische Landeskirche Hessen-Kassel vereinigte sich 1934 mit der Evangelischen Landeskirche in Waldeck zur Evangelischen Kirche von Kurhessen-Waldeck. Da an der Universität Marburg ab 1605 reformiert gelehrt wurde, gründete die Landgrafschaft Hessen-Darmstadt 1607 die Universität Gießen, die sich bald zu einer Hochburg der Lutherischen Orthodoxie entwickelte. Zu ihrer Festigung dienten ein von Johannes Winckelmann 1625 verfasster Landeskatechismus sowie 1627/28 eine Generalkirchenvisitation. Erste Versuche des mit Philipp Jakob Spener befreundeten Hofpredigers Johann Winckler, in der Residenzstadt Darmstadt den Pietismus zu etablieren, endeten 1678 mit seiner Ausweisung; als jedoch noch im selben Jahr Landgräfin Elisabeth Dorothea die Regentschaft für ihren minderjährigen Sohn Ernst Ludwig übernahm, wurde bald der Pietismus zur herrschenden Strömung in der Landgrafschaft. Zu seinen Förderern gehörten die Oberhofprediger Abraham Hinckelmann und Johann Christoph Bilefeld und die Gießener Professoren und Superintendenten Johann Heinrich May der Ältere und Johann Jakob Rambach. In der zweiten Hälfte des 18. Jahrhunderts setzten sich Aufklärung und Rationalismus durch.
Mit dem Reichsdeputationshauptschluss, dem Eintritt in den Rheinbund und den Wiener Kongress erweiterte sich das Territorium des Großherzogtums Hessen um weitere Gebiete, darunter auch welche mit überwiegend nicht-lutherischer Bevölkerung. 1816 wurde (neben Starkenburg und Oberhessen) Rheinhessen als dritte Provinz gegründet. Dort entschied sich eine große Mehrheit der Bevölkerung in einer Abstimmung im Jahr 1822 für die Durchführung einer Union der lutherischen und reformierten Gemeinden. In den beiden anderen Provinzen vereinigten sich zwar einzelne Gemeinden, die Mehrheit aber blieb lutherisch. 1837 wurde zur Vorbereitung der Pfarramtskandidaten auf ihr zweites Examen das Predigerseminar Friedberg gegründet. Die Erweckungsbewegung hatte vor allem im Hessischen Hinterland, in Offenbach und in Teilen Rheinhessens ihre Hochburgen, während in den Städten oft der Protestantenverein dominierte.
Nachdem in Folge des Deutschen Kriegs von 1866 der Landkreis Biedenkopf an das Königreich Preußen gekommen war und somit dem Regierungsbezirk Wiesbaden zugehörte, wurden die dortigen Gemeinden in den Konsistorialbezirk Wiesbaden, den Nachfolger der Evangelischen Landeskirche in Nassau integriert.
In der Zeit der Weimarer Republik gab sich die Kirche 1922 eine neue Verfassung und schloss sich dem Deutschen Evangelischen Kirchenbund an. Bereits seit 1926 war über einen Zusammenschluss der fünf hessischen Landeskirchen beraten worden. Der 1932 vorgelegte Plan der Marburger Konferenz wurde jedoch durch die Machtübernahme der Nationalsozialisten vereitelt. Stattdessen beschlossen am 12. September 1933 getrennt tagende Synoden der drei südlichen Kirchen (Hessen-Darmstadt, Nassau und der Frankfurt am Main) einen Zusammenschluss ohne Hessen-Kassel und Waldeck, der 1934 in Kraft trat. 1945 verselbständigten die drei Kirchen sich für kurze Zeit, vereinigten sich aber 1947 endgültig. Die hessen-darmstädtische Kirche wurde so zum größten Teil der Evangelischen Kirche in Hessen und Nassau.

## Leitung der Kirche
Bis zum Ende des Landesherrlichen Kirchenregiments übten die jeweiligen Landesherren die Leitung der Kirche aus. Dazu dienten ihnen seit 1527 Superintendenten als geistliche Aufsichtsbeamte, in Darmstadt für die Obergrafschaft Katzenelnbogen, in Gießen (wo zeitweise drei Superintendenturen gleichzeitig bestanden) für Oberhessen. Eine hessische Besonderheit waren die Definitorien, geistliche Behörden an den Sitzen der Superintendenturen, die für die Prüfung der Kandidaten und die Besetzung der Pfarrstellen zuständig waren. Eigenständige Konsistorien in Darmstadt und Gießen entstanden erst mit der Amtskirchenkonventsordnung von 1668, durch die nun die kirchliche Verwaltung zentralisiert wurde.
Die Konsistorien wurden 1803 durch Kirchen- und Schulräte der Provinzen ersetzt; 1818 wurde auch an der Provinzialregierung Mainz ein Kirchen- und Schulrat geschaffen, und Mainz wurde Sitz einer dritten Superintendentur für Rheinhessen. Durch die Verfassung des Großherzogtums Hessen wurde 1820 das Amt eines auf Lebenszeit ernannten Prälaten geschaffen, der Mitglied der ersten Kammer der Landstände des Großherzogtums Hessen war. 1832 wurde mit dem Oberkonsistorium in Darmstadt erstmals eine zentrale kirchliche Leitungsbehörde geschaffen. Die im Zuge der Revolution von 1848 im Großherzogtum Hessen vorangetriebenen Bemühungen, nicht-geistlichen Mitgliedern der Kirche mehr Mitsprache einzuräumen, scheiterten weitestgehend. Erst 1874 erhielt die Landeskirche nach dem Vorbild der Rheinisch-Westfälischen Kirchenordnung von 1835 eine Verfassung mit presbyterial-synodalen Elementen: Auf Gemeindeebene wurden Gemeindevertretungen und Kirchenvorstände eingerichtet, auf Dekanatsebene Dekanatssynoden. Die Landessynode übte die kirchliche Gesetzgebung in Gemeinschaft mit dem Landesherrn aus, der „summus episcopus“ blieb. Durch die neue Kirchenverfassung 1922 zum Landeskirchentag umgewandelt, übte sie in der Zeit des Volksstaates die Kirchenleitung aus. Leitungs- und Verwaltungsbehörde wurde nun die Landeskirchenregierung und (als Nachfolger des Oberkonsistoriums) das Landeskirchenamt mit dem Prälaten an der Spitze.

## Persönlichkeiten

### Präsidenten des Oberkonsistoriums
Zum Personal des Oberkonsistoriums siehe hier.

### Präsidenten Landeskirchenamts
- 1923–1934: Wilhelm Diehl
- 1945–1947: Friedrich Müller[4]

### Prälaten der Landeskirche
| Amtszeit  | Name                              | Superintendent in | Landtage |
| --------- | --------------------------------- | ----------------- | -------- |
| 1820–1830 | Johann Ernst Christian Schmidt    |                   | 1–4      |
| 1833–1834 | Johann Friedrich Heinrich Schwabe | Starkenburg       | 5, 6     |
| 1838–1847 | Karl Köhler                       | Starkenburg       | 8–10     |
| 1847–1872 | Carl Zimmermann                   | Starkenburg       | 11–20    |
| 1872–1873 | Friedrich Karl Simon              |                   | 21       |
| 1873–1885 | Carl Schmitt                      | Rheinhessen       | 21–25    |
| 1886–1902 | Victor Habicht                    | Oberhessen        | 25–31    |
| 1902–1907 | Carl Walz                         | Rheinhessen       | 32, 33   |
| 1907–1914 | Friedrich Flöring                 | Starkenburg       | 33–35    |
| 1914–1923 | Ferdinand Euler                   | Rheinhessen       | 36       |
| 1923–1934 | Wilhelm Diehl                     |                   | -        |

### Superintendenten
Superintendenten der Landeskirche waren:

#### Starkenburg
- 1833–1834 Johann Heinrich Friedrich Schwabe, Prälat
- 1837–1847 Karl Philipp Wilhelm Köhler, Prälat
- 1847–1872 Karl Zimmermann, Prälat
- 1874–1882 Karl Wilhelm Linß
- 1882–1890 Karl Sell
- 1891–1895 Heinrich Adolf Köstlin
- 1895–1900 Martin Waas
- 1900–1929 Friedrich Flöring, Prälat
- 1929–1947 Friedrich Müller (1934–1945, mit Unterbrechung 1934/35, als Propst der Propstei Starkenburg)
- 1945–1947 Wilhelm Bergér (stellvertretend für Friedrich Müller)

(Zu den Amtsnachfolgern ab 1934 siehe Propstei Starkenburg#Pröpste.)

#### Oberhessen
- 1833–1874 Friedrich Karl Simon
- 1875–1902 Victor Habicht, Prälat
- 1902–1924 Waldemar Petersen (danach bis 1925 Oberkirchenrat)
- 1925–1934 Karl Wagner

(Zu den Amtsnachfolgern ab 1934 siehe Propstei Oberhessen#Pröpste.)

#### Rheinhessen
- 1833–1848 Friedrich Christian Nonweiler
- 1851–1882 Karl Georg Friedrich Schmitt
- 1882–1892 Karl Köhler
- 1892–1907 Carl Walz, Prälat
- 1907–1925 Ferdinand Euler, Prälat
- 1925–1934 Rudolph Zentgraf

(Zu den Amtsnachfolgern ab 1934 siehe Propstei Rheinhessen und Nassauer Land#Pröpste.)